# Gare de Rixheim
Gare de Rixheim – stacja kolejowa w Rixheim, w departamencie Górny Ren, w regionie Grand Est, we Francji. Jest zarządzana przez SNCF (budynek dworca) i RFF (infrastruktura).
Została otwarta w 1840 przez Compagnie du chemin de fer de Strasbourg à Bâle. Obsługiwany jest przez pociągi TER Alsace.

## Położenie
Znajduje się na linii Strasburg – Bazylea, na km 113,676, między stacjami Mulhouse-Ville i Habsheim, na wysokości 250 m n.p.m.

## Linie kolejowe
- Strasburg – Bazylea